# Prestonia papillosa
Prestonia papillosa là một loài thực vật có hoa trong họ La bố ma. Loài này được (Müll.Arg.) J.F.Morales mô tả khoa học đầu tiên năm 2004.